# Bredmossarna-Fisklössjön
Bredmossarna-Fisklössjön este o arie protejată (arie specială de conservare — SAC, sit de importanță comunitară — SCI) din Suedia întinsă pe o suprafață de 189,3 ha, integral pe uscat.

## Localizare
Centrul sitului Bredmossarna-Fisklössjön este situat la coordonatele 58°47′28″N 11°36′24″E / 58.7912°N 11.6066°E.

## Înființare
Situl Bredmossarna-Fisklössjön a fost declarat sit de importanță comunitară în decembrie 1995 pentru a proteja un număr necunoscut de specii din flora spontană și fauna sălbatică aflate în arealul zonei. Situl a fost protejat și ca arie specială de conservare în martie 2011.

## Biodiversitate
Situată în ecoregiunea boreală, aria protejată conține 2 habitate naturale: Turbării active, Mlaștini turboase de tranziție și turbării mișcătoare.
La baza desemnării sitului se află un număr nedeclarat de specii protejate.